# Florinda coccinea
Florinda coccinea là một loài nhện trong họ Linyphiidae. Chúng được Nicholas Marcellus Hentz miêu tả năm 1850. Chúng được tìm thấy ở Mexico, Tây Ấn, và Mỹ.

## Hình ảnh

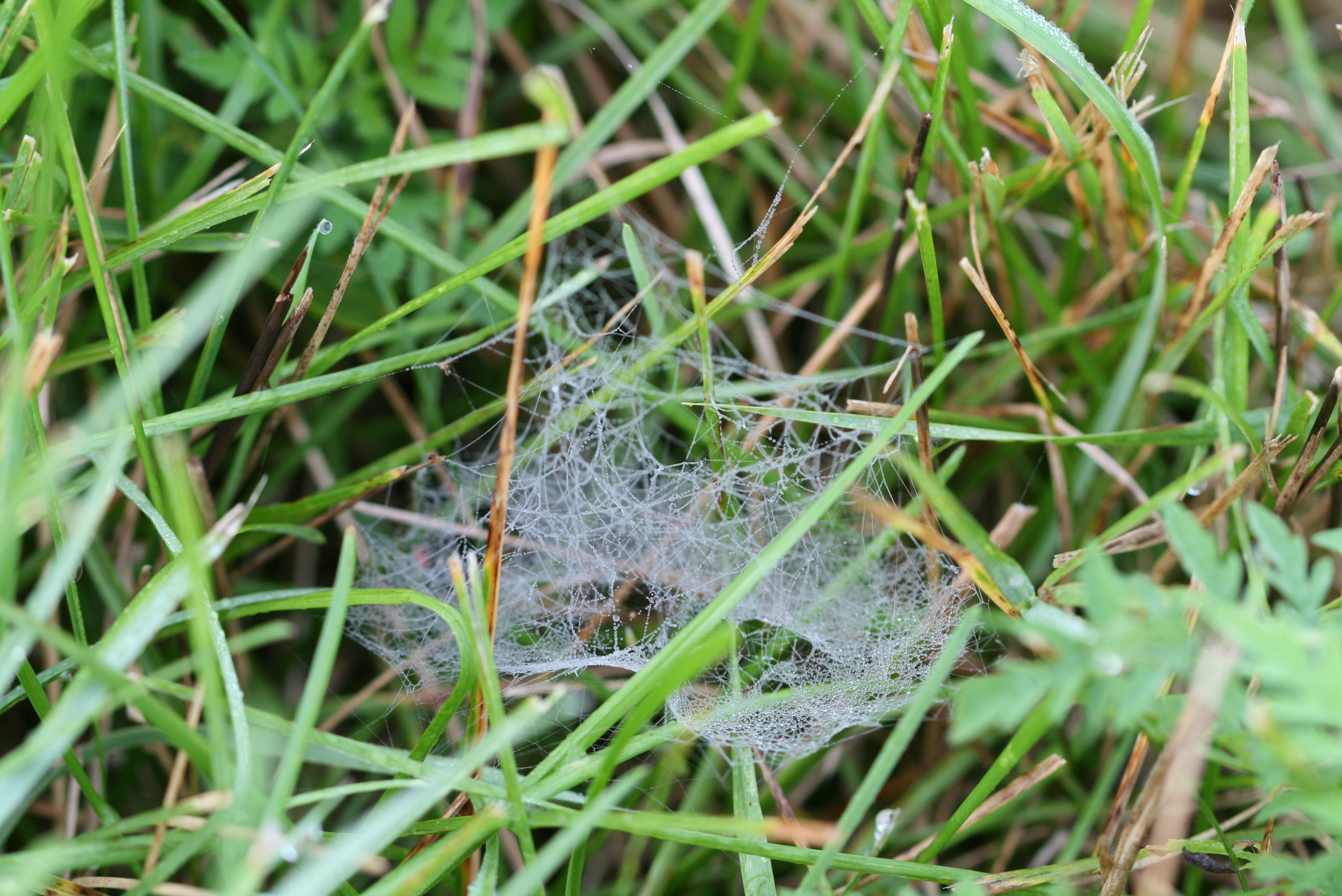
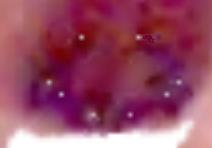
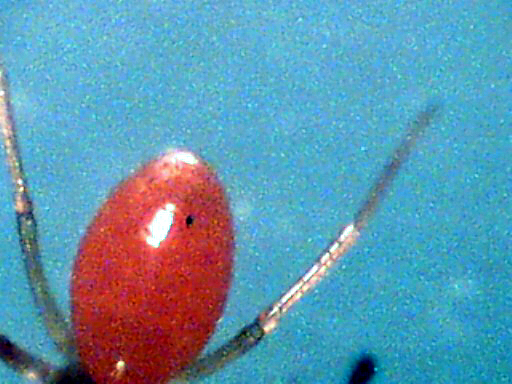
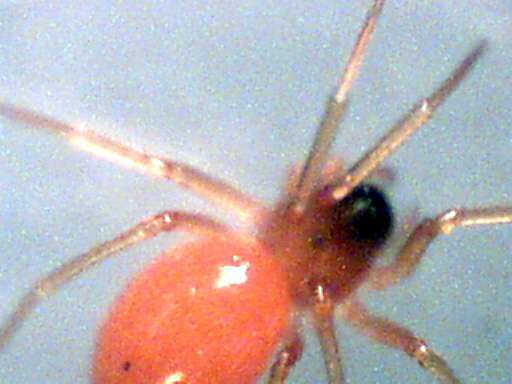